# Robert Henriques (Chemiker)
Robert Henriques (* 19. September 1857 in Hamburg; † 17. Juni 1902 in Bayreuth) war ein deutscher Chemiker.
Henriques studierte Chemie in Heidelberg, Berlin und Straßburg, wo er 1881 promoviert wurde.
1890 machte er sich mit einem „Handelslaboratorium“ in Berlin selbständig. Er forschte und veröffentlichte im Bereich der Fette, Wachse und Kautschukwaren sowie der aromatischen Verbindungen.
Von 1894 bis 1900 redigierte er die Zeitschrift Chemische Revue über die Fett- und Harzindustrie. Technisch-wissenschaftliches Zentralorgan für die Industrien der Fette, Oele und Mineralöle, der Seifen-, Wachs-, Kerzen- und Lackfabrikation sowie der Harze, Hamburg/Leipzig 1894–1915.

## Werke
- Ueber neue Nitroderivate des Phenols. Hamburg 1881, zugleich: Philosophische Dissertation, Strassburg, 1881.
- Der Kautschuk und seine Quellen. Steinkopff & Springer, Dresden-Blasewitz 1899.